# Lijst van nummer 1-hits in Canada in 2019
Deze hits stonden in 2019 op nummer 1 in de Canadian Hot 100, de bekendste hitlijst in Canada.
| Datum        | Artiest                       | Titel                           |
| ------------ | ----------------------------- | ------------------------------- |
| 5 januari    | Mariah Carey                  | All I want for Christmas is you |
| 12 januari   | Ariana Grande                 | Thank U, next                   |
| 19 januari   | Post Malone & Swae Lee        | Sunflower                       |
| 26 januari   | Post Malone & Swae Lee        | Sunflower                       |
| 2 februari   | Ariana Grande                 | 7 rings                         |
| 9 februari   | Ariana Grande                 | 7 rings                         |
| 16 februari  | Ariana Grande                 | 7 rings                         |
| 23 februari  | Ariana Grande                 | 7 rings                         |
| 2 maart      | Ariana Grande                 | 7 rings                         |
| 9 maart      | Lady Gaga & Bradley Cooper    | Shallow                         |
| 16 maart     | Jonas Brothers                | Sucker                          |
| 23 maart     | Ariana Grande                 | 7 rings                         |
| 30 maart     | Ariana Grande                 | 7 rings                         |
| 6 april      | Ariana Grande                 | 7 rings                         |
| 13 april     | Billie Eilish                 | Bad guy                         |
| 20 april     | Lil Nas X & Billy Ray Cyrus   | Old town road                   |
| 27 april     | Lil Nas X & Billy Ray Cyrus   | Old town road                   |
| 4 mei        | Lil Nas X & Billy Ray Cyrus   | Old town road                   |
| 11 mei       | Lil Nas X & Billy Ray Cyrus   | Old town road                   |
| 18 mei       | Lil Nas X & Billy Ray Cyrus   | Old town road                   |
| 25 mei       | Lil Nas X & Billy Ray Cyrus   | Old town road                   |
| 1 juni       | Lil Nas X & Billy Ray Cyrus   | Old town road                   |
| 8 juni       | Lil Nas X & Billy Ray Cyrus   | Old town road                   |
| 15 juni      | Lil Nas X & Billy Ray Cyrus   | Old town road                   |
| 22 juni      | Lil Nas X & Billy Ray Cyrus   | Old town road                   |
| 29 juni      | Lil Nas X & Billy Ray Cyrus   | Old town road                   |
| 6 juli       | Lil Nas X & Billy Ray Cyrus   | Old town road                   |
| 13 juli      | Lil Nas X & Billy Ray Cyrus   | Old town road                   |
| 20 juli      | Lil Nas X & Billy Ray Cyrus   | Old town road                   |
| 27 juli      | Lil Nas X & Billy Ray Cyrus   | Old town road                   |
| 3 augustus   | Lil Nas X & Billy Ray Cyrus   | Old town road                   |
| 10 augustus  | Lil Nas X & Billy Ray Cyrus   | Old town road                   |
| 17 augustus  | Lil Nas X & Billy Ray Cyrus   | Old town road                   |
| 24 augustus  | Lil Nas X & Billy Ray Cyrus   | Old town road                   |
| 31 augustus  | Shawn Mendes & Camila Cabello | Señorita                        |
| 7 september  | Shawn Mendes & Camila Cabello | Señorita                        |
| 14 september | Shawn Mendes & Camila Cabello | Señorita                        |
| 21 september | Shawn Mendes & Camila Cabello | Señorita                        |
| 28 september | Shawn Mendes & Camila Cabello | Señorita                        |
| 5 oktober    | Shawn Mendes & Camila Cabello | Señorita                        |
| 12 oktober   | Shawn Mendes & Camila Cabello | Señorita                        |
| 19 oktober   | Travis Scott                  | Highest in the room             |
| 26 oktober   | Lewis Capaldi                 | Someone you loved               |
| 2 november   | Lewis Capaldi                 | Someone you loved               |
| 9 november   | Selena Gomez                  | Lose you to love me             |
| 16 november  | Lewis Capaldi                 | Someone you loved               |
| 23 november  | Lewis Capaldi                 | Someone you loved               |
| 30 november  | Tones and I                   | Dance monkey                    |
| 7 december   | Tones and I                   | Dance monkey                    |
| 14 december  | Tones and I                   | Dance monkey                    |
| 21 december  | Tones and I                   | Dance monkey                    |
| 28 december  | Tones and I                   | Dance monkey                    |